# Mitja Nikolić
Mitja Nikolić Smrdelj (Postumia, 24 febbraio 1991) è un cestista sloveno.

## Biografia
Ha un fratello minore, Aleksej, anch'egli cestista.